# Lucie N'Guessan
Lucie N'Guessan, née le 23 décembre 1977, est une taekwondoïste ivoirienne.

## Carrière
Lucie N'Guessan est médaillée d'argent dans la catégorie des moins de 51 kg lors des Championnats d'Afrique de taekwondo 2001 à Dakar.